# Kościół św. Anny w Grobli
Kościół św. Anny w Grobli – zabytkowy kościół w Grobli w województwie dolnośląskim, w powiecie jaworskim, w gminie Paszowice.

## Położenie
Kościół pod wezwaniem św. Anny, położony jest w południowo-zachodniej Polsce, w południowo-wschodniej części Pogórza Kaczawskiego, na terenie Parku Krajobrazowego Chełmy, w miejscowości Grobla, położonej około 6,8 km., na północny wschód, od centrum miejscowości Bolków.	

## Historia
Bryła obecnego kościoła "Św. Anny", pochodzi z drugiej połowy XV wieku, przebudowana w XVI wieku. Zachowany budynek kościelny, wzniesiono prawdopodobnie z zachowaniem murów wcześniejszego kościoła z XIV wieku, który wzmiankowano w 1399 roku, w wykazie wsi z kościołem. Wokół kościoła założono na planie owalu cmentarz, wokół którego wybudowano kamienny mur. Na końcu XVI wieku w okresie reformacji, kiedy ewangelicy stanowili większość, kościół w naturalny sposób przeszedł do gminy ewangelickiej, kiedy nastąpiła kasata kościół przeszedł w ręce katolików. Lata przejściowe dla kościoła były trudne. W XIX wieku kościół restaurowano. Po II wojnie światowej, kościół przejęli katolicy. Wcześniej był kościołem parafialnym obecnie jest filialnym. Kościół był remontowany w latach 1903/4, 1959 i 1970 roku. Wcześniej hełm kościoła miał inny kształt. Obecny kształt hełmu pochodzi z remontu w 1959 roku.

## Architektura
Stary zabytkowy kościół filialny pw. św. Anny, orientowany, jednonawowy, salowy, z dostawioną od północy zakrystią. Kościół złożony z nawy i prezbiterium, oskarpowany, murowany z kamienia polnego, otynkowany. Dachy dwuspadowe o różnych kalenicach, kryte dachówką ceramiczną. W osi budowli znajduje się strzelista ostrosłupowa wieża konstrukcji słupowo–szkieletowej, kryta gontem, wychodząca z kalenicy dachu nad nawą. Dolna część wieży o obrysie ośmiokąta oszalowana deskami w ułożeniu pionowym. Zewnętrzna ściana południowa nad ostrołukowym portalem wejściowym ozdobiona trzema konsolami, na południowej elewacji pod dachem maszkaron. Ściany zewnętrzne od strony prezbiterium wzmocnione przyporami zakończonymi daszkami z dachówki. W ścianach bocznych od strony nawy, umieszczono wysokie strzeliste otwory okienne, zakończone ostrym łukiem, okna od strony prezbiterim strzeliste zakończone ostrym łukiem mniejsze od okien części nawowej. Podstawa otworów okiennych prezbiterium umieszczona jest w połowie wysokości okien, części nawowej.

### Wnętrze
Wnętrze jednonawowej świątyni składa się z nawy i mniejszego prostokątnego prezbiterium nakrytego sklepieniem krzyżowo-żebrowym z ciekawym rzeźbionym zwornikiem wspartym na rzeźbionych przyporach,. W prezbiterium barokowy ołtarz główny z umieszczonym centralnie barokowy obrazem Świętej Rodziny. Od południa do nawy prowadzi rzeźbiony w piaskowcu, uskokowy, ostrołukowy portal zwieńczony bocznymi sterczynami. Nad uskokowym portalem znajduje się herb niemieckiej rodziny Schindlów – ręka z toporem na czerwonym tle.
W nawie empora organowa, umieszczona po przeciwnej stronie ołtarza. Empora organowa składa się z wysuniętego balkonu, wspartego na drewnianych filarach, w którego centrum mieści się zabytkowy prospekt organowy. Przy prezbiterium znajduje się niewielka zakrystia.

## Wyposażenie
Obok ołtarza drewniana, polichromowana figura św. Anny Samotrzeci z 1505 roku, renesansowa chrzcielnica pochodzi z XVI wieku. Wewnątrz kościoła znajduje się kamienne sakramentarium z XV wieku, oraz kilka płyt nagrobnych, w posadzce nawy umieszczona nagrobna gotycka płyta z 1473 roku, pierwszego właściciela Grobli -Burgmanna von Schindla.

## Otoczenie
Kościół otoczony murem na planie owalu wykonanym z kamieni polnych, w obrębie, którego mieści się przykościelny cmentarz. Obok znajduje się kaplica z XVII wieku z płytą nagrobną właściciela z rodziny Zedlitzów. Przy furcie piaskowcowa alegoryczna rzeźba niewiasty.
Cmentarz przykościelny i kościół w Grobli wpisany jest do rejestru zabytków kościół pod poz.818 z dn. 16.12.1960 r., a cmentarz pod poz. 877/L z dn. 16.02.1990 r.
W murze cmentarza przykościelnego znajduje się stary kamienny krzyż z wyrytym nożem. Nie jest znany jego wiek, przyczyna fundacji ani pierwotne położenie. Krzyż ten nazywany jest  często krzyżem pokutnym, co jednak nie ma podstaw w  dowodach ani badaniach, a jest oparte jedynie na nieuprawnionym założeniu, że wszystkie stare kamienne krzyże monolitowe,  o których pochodzeniu nie zachowały się żadne informacje, zwłaszcza te z rytami broni, są krzyżami pokutnymi (pojednania).